# Santa Rosa (Nueva Ecija)
Pour les articles homonymes, voir Santa Rosa.
Santa Rosa est une localité de la province de Nueva Ecija, aux Philippines. En 2015, elle compte 69 467 habitants.